# 愛·人生·幸福·歌
愛·人生·幸福·歌 (4つのL)是平原綾香的第四張原創專輯，2006年3月22日由Dreamusic在日本發行。台灣方面是在2006年11月14日由環球音樂代理台壓版發行。

## 說明
專輯的原標題「4つのL」是代表"Love"（愛）、「Life」、（命）、"Luck"（運）、"Live"（生）。專輯內則收錄依這四個主題所編寫程的間奏曲。

## 收錄曲
1. 誓言
作詞・作曲:小林建樹 / 編曲:龜田誠治
NHK轉播杜林冬運會時的主題曲
2. Theme of LIVE-interlude-
作詞:平原綾香 / 作・編曲:新田雄一
3. Circle Game
作詞:松井五郎 / 作・編曲:2 SOUL for 2 SOUL Music,Inc.
4. Reset
作詞:TAK&BABY / 作曲:JUN / 編曲:竹下欣伸
PS2專用遊戲「大神」的主題曲
5. I will be with you
作詞・作曲・編曲:村山晉一郎
6. Theme of LIFE-interlude-
作・編曲:新田雄一
7. WILL
作詞・作曲・編曲:新田雄一
8. 起跑線（スタート・ライン）
作詞:平原綾香 / 作・編曲:澤田完
CBC「拯救孩子！守護未來」活動主題曲
9. Theme of LUCK-interlude-
作曲:平原綾香 / 編曲:平原綾香・新田雄一
10. 緣起的風（はじまりの風）
作詞:路川ひまり / 作曲:ID / 編曲:YANAGIMAN
NHK動畫「彩雲國物語」片頭曲
11. 白羊座（アリエスの星）
作詞:平原綾香 / 作・編曲:宮川彬良
12. 給未來的我們（未来の僕らに）
作詞:平原綾香 / 作・編曲:2 SOUL for 2 SOUL Music,Inc.
13. Theme of LOVE-interlude-
作詞・作曲・編曲:平原綾香
14. Eternally
作詞:平原綾香・松井五郎 / 作曲:平原綾香 / 編曲:島健
電影「四日間の奇蹟」主題曲
15. Music
作詞:平原綾香 / 作曲:新田雄一 / 編曲:龜田誠治
16. 誓言 (Album Version)
作詞・作曲:小林建樹 / 編曲:龜田誠治
17. 明日 (亞洲版特別收錄)
作詞:松井五郎 / 作曲:A.Gagnon / 編曲:小林信吾

## 翻唱
Reset
- 鹽見周子（盧婷） - 收錄於專輯「THE IDOLM@STER CINDERELLA MASTER Cool jewelries! 003」（2016年6月29日）

緣起的風
- 鍾嘉欣 - 粵語版「彩雲國物語」，收錄於專輯「一人晚餐，二人世界(Reloaded Version)」（2008年10月21日）